# Himantolophus albinares
O Himantolophus albinares é uma espécie dos peixes chamados de peixe-bola, que podem engolir peixes com até duas vezes seu tamanho. Tal espécie vive no Oceano Atlântico em profundidades entre 200 e mil metros.